# کامرون بایلی
کامرون بایلی (انگلیسی: Cameron Bayly؛ زادهٔ ۱۱ اکتبر ۱۹۹۰) دوچرخه‌سوار اهل استرالیا است.